# Confeitaria Peixinho

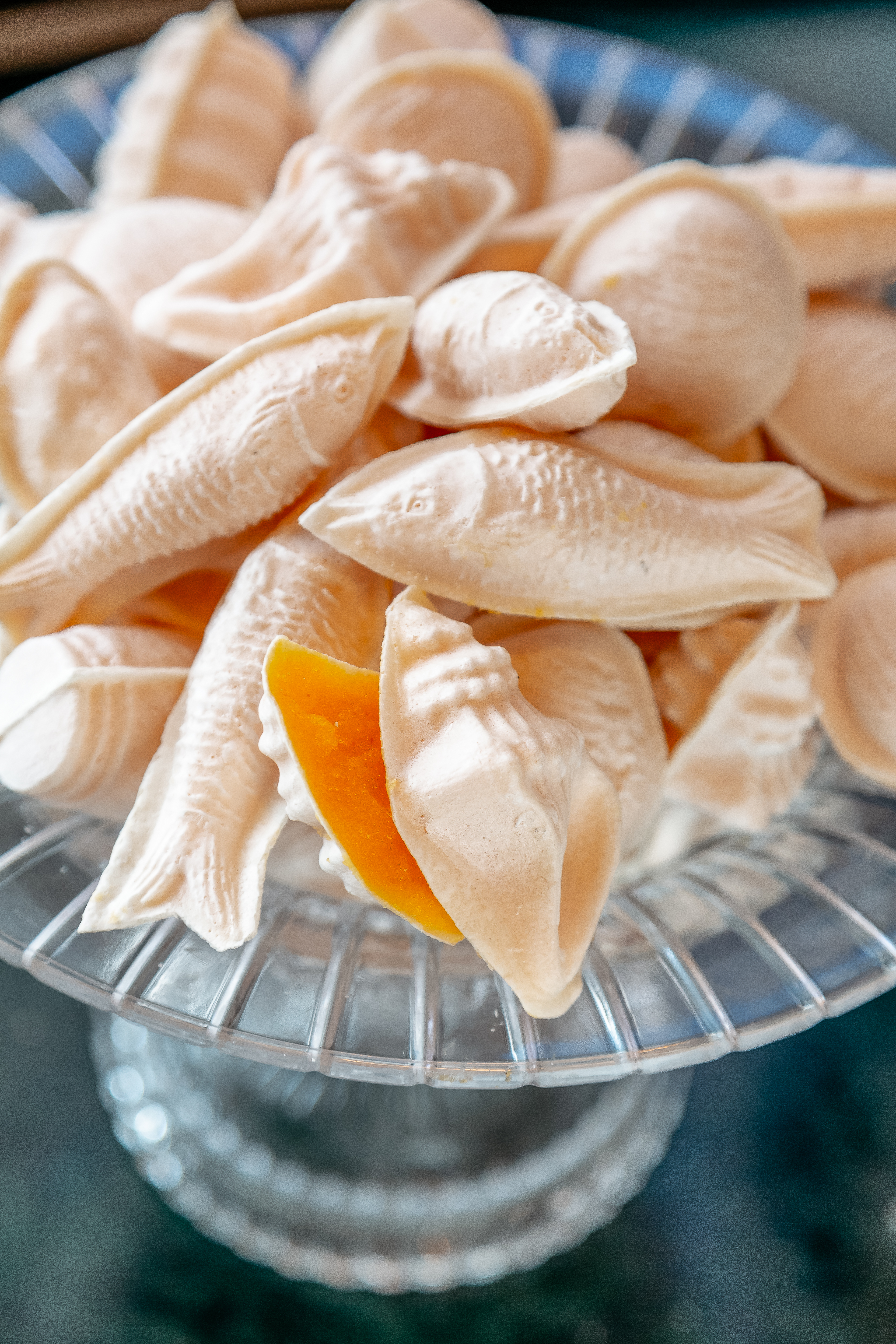
Ovos moles

A Confeitaria Peixinho é uma confeitaria portuguesa. Fundada em 1856, o estabelecimento alega ser a mais antiga casa de ovos moles de Aveiro, e encontra-se localizado perto da Ria de Aveiro. Além deste doce mais típico, comercializa outros tipos de pastelaria, nomeadamente outros produtos contendo ovos moles.  
O espaço foi renovado em 2018, altura em que foi adquirido pelo grupo empresarial "O Valor do Tempo". O estabelecimento é decorado tendo como inspiração a arte nova de Aveiro. À entrada da loja, é exibida uma primeira edição da obra Os Maias, que refere o célebre produto: "São seis barrilinhos de ovos moles de Aveiro. É um doce muito célebre, mesmo lá fora. Só o de Aveiro é que tem chic".

Em 2021, a Confeitaria Peixinho venceu o prémio Travellers' Choice do TripAdvisor, na categoria de restauração. 

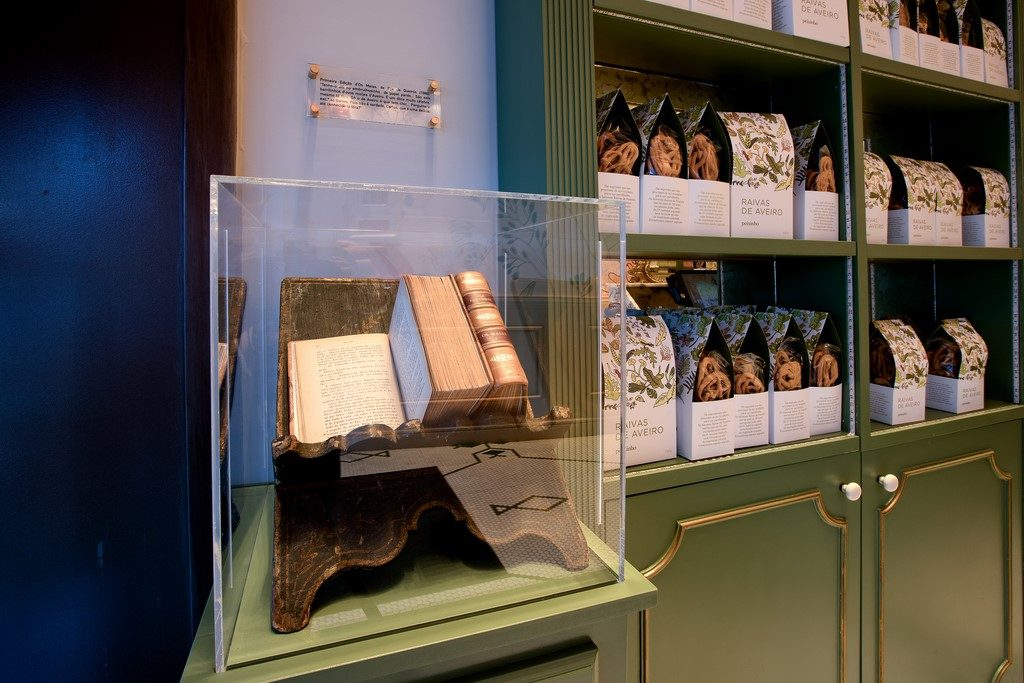
Primeira edição d'Os Maias na Confeitaria Peixinho

## Ovos Moles
Criados pelas freiras da região numa receita com mais de cinco séculos, os Ovos Moles foram a primeira iguaria conventual portuguesa a receber o estatuto de proteção pela Comissão Europeia, e também a distinção de Indicação Geográfica Protegida.
A origem dos ovos moldes de Aveiro data do século XVI, muito antes da fundação da cidade. Uma das lendas diz que foi criado por uma freira do Mosteiro de Jesus, a quem foi imposto jejum como castigo pela Madre Superiora. Cansada de jejuar, a freira começou a pegar nas gemas de ovos e a misturá-las com açúcar. Para não ser apanhada em flagrante, escondia o doce junto das hóstias. 
Há ainda outra história que conta que era comum na época as pessoas presentearem as religiosas com galinhas. As claras dos ovos eram usadas para engomar as roupas e, como não havia uso para as gemas – que tinham um prazo de validade muito curto -, descobriu-se que, ao adicionar-lhes açúcar, o seu prazo de validade aumentava consideravelmente.
A receita dos ovos moles foi, então, passada de boca em boca e manteve-se até hoje graças às mulheres que eram ensinadas pelas freiras dos conventos da região.
Servidos num invólucro de uma fina hóstia, pela influência conventual que lhe está na origem, com forma de conchas, búzios ou peixes, os Ovos Moles também se apresentam em forma de barricas, num tributo prestado aos barcos moliceiros, que no passado transportavam em barricas o moliço da Ria.